# NGC 2298
NGC 2298 là cụm sao cầu trong chòm sao Thuyền Vĩ phía nam. Được phát hiện bởi James Dunlop vào ngày 30 tháng 5 năm 1826, nó có lẽ là một cựu thành viên của thiên hà lùn Canis Major đang tranh chấp.